# 富山県立富山商業高等学校
富山県立富山商業高等学校（とやまけんりつ とやましょうぎょうこうとうがっこう、英: Toyama Prefectural Toyama Commercial High School）は、富山県富山市庄高田にある公立の商業高等学校。通称は「富商（とみしょう）」。

## 概要
1897年（明治30年）に創立。校歌は、高岡高校と同じ團伊玖磨作曲、堀口大學作詞のものである。新設校以外では、県下で初めて男子制服にブレザー＆ネクタイを1987年（昭和62年）度入学生より採用している。

## 設置学科
- 流通ビジネス科（2022年度に流通経済科から学科改編）
- ビジネスマネジメント科（2022年度に国際経済科から学科改編）
- 会計ビジネス科（2022年度に会計科から学科改編）
- 情報ビジネス科（2022年度に情報処理科から学科改編）

※学科改編により下記の4学科は2021年度で募集停止し、2023年度末に閉科予定。
- 流通経済科
- 国際経済科
- 会計科
- 情報処理科

## 沿革
- 1897年（明治30年）
  - 4月9日 - 富山市立富山商業簡易学校として創立。富山市総曲輪の富山市立高等小学校男子部唱歌室を仮校舎として開校[1]。
  - 9月2日 - 富山市立高等小学校の女子部へ移転[1]。
  - 9月22日 - 開校式[1]。
- 1899年（明治32年）
  - 3月30日 - 甲種商業学校に認可される[2]。
  - 4月1日 - 富山商業学校に改称[2]。
  - 8月12日 - 富山大火により類焼。以後は南新町の清源寺を借用し授業[2]。
- 1900年（明治33年）10月1日 - 中野新町に新校舎が完成（敷地1,589坪、校舎400坪）[2]。
- 1901年（明治34年）6月1日 - 富山市立富山商業学校に改称[2]。
- 1920年（大正9年）9月25日 - 本館化学実践室への落雷[3]により校舎本館焼失。同年10月1日から雨天体操場と富山工業学校（現・富山県立富山工業高等学校）、清水町小学校の一部を借り受け授業を実施[4]。
- 1921年（大正10年）4月1日 - 旧富山薬学専門学校校舎（現在富山市民プラザが立地）と山王町の旧神通中学校（現・富山県立富山中部高等学校）校舎を仮校舎とする[5]。
- 1922年（大正11年）4月1日 - 富山県へ移管により、富山県立富山商業学校に改称[6]。
- 1923年（大正12年）
  - 8月30日 - 富山市五艘に新校舎が完成（敷地8,000坪、校舎1,159坪）。同年9月1日に新校舎に移転[3]。
  - 12月1日 - 校舎新築と県立移管を祝う式典が挙行される[3]。
- 1935年（昭和10年）1月26日 - 武道場完成[7]。
- 1944年（昭和19年）4月1日 - 「教育に関する戦時非常措置方策」に基づき、富山県立富山第二工業学校に転換[8]。
- 1945年（昭和20年）
  - 8月1日 - 富山大空襲により校舎焼失[8]。
  - 9月11日 - 婦負郡細入村（現・富山市）楡原の高田アルミ男子寮を仮校舎として授業再開[8]。
  - 11月 - 富山県立富山商業学校名称復活が内定する[8]。
  - 12月 - 富山県立富山中学校（現・富山県立富山高等学校）を一部借用のうえ移転[8]。
- 1946年（昭和21年）
  - 1月 - 富山県立富山商業学校の名称に戻る[9]。
  - 3月31日 - 併置の富山県立富山第二工業学校が廃止。生徒の大多数は商業学校生徒となる[9]。
  - 7月 - 五艘校舎再建（第一期分、全教室の半分）[9]。
- 1948年（昭和23年）
  - 4月1日 - 学制改革により、富山県立富山商業高等学校に改称。併設中学校も併設[9]。
  - 9月1日 - GHQの勧告に基づき、富山県立富山中学校（現・富山県立富山高等学校）と統合し、富山県立富山南部高等学校となる。商業学校の機能は商業科を設置して存続[9]。旧五艘校舎は富山大学教育学部附属中学校に移管された[10]。
- 1950年（昭和25年）
  - 4月1日 - 商業科と家庭科の一部を分離し、富山県立富山東部高等学校として独立。校舎は旧富山高等女学校校舎を使用（当時は富山市立堀川中学校も校舎の一部を使用していた）[11]。当初は普通科と商業科を二分して堀川小泉に小泉高等学校を設置する予定であったが、当時の教諭や同窓生による働きかけにより、商業科と家庭科だけを堀川小泉に分離する形となった[12]。
  - 7月 - 北側新校舎増築工事完工[11]。
- 1952年（昭和27年）
  - 3月23日 - 校舎の一部を使用していた堀川中学校の引き上げにより校舎全体を使用する[11]。
  - 3月31日 - 富山県立富山南部高等学校商業科廃止[11]。
  - 12月2日 - 講堂兼体育館、ステージおよび玄関が竣工[11]。
- 1953年（昭和28年）
  - 1月 - 新校歌を制定（堀口大學作詞、團伊玖磨作曲）[11]。
  - 2月1日 - 富山県立富山商業高等学校に改称[13]。
  - 5月12日 - 堀川小泉から出火した火災により体育館屋根に飛び火[14]。
- 1956年（昭和31年）
  - 9月18日 - 五福校舎（旧校舎）の起工式を挙行[15]。
  - 11月 - 坂下（布一）千津子教諭、メルボルンオリンピックの体操競技で活躍。富山県初のオリンピック選手となった[16]。
- 1957年（昭和32年）7月18日 - 富山市五福の新校舎第1期工事完成し、1，2年生が移転[16]。
- 1958年（昭和33年）
  - 4月1日 - 全生徒を五福校舎に収容[16]。
  - 10月3日 - 校舎移転ならびに創立60周年記念式典挙行[16]。
- 1958年（昭和33年）4月1日 - 定時制は男子のみとなる[16]。
- 1969年（昭和44年）1月13日 - 定時制募集停止[17]。
- 1971年（昭和46年）4月1日 - 事務科を新設し、男女共学となる[18]。
- 1972年（昭和47年）3月31日 - 定時制商業科廃止[18]。
- 1978年（昭和53年）6月17日 - 校舎移転のための地権者との用地買収交渉の調印式が行われる[19]。
- 1982年（昭和57年）11月8日 - 現在地の校舎第1期工事完工[20]。
- 1983年（昭和58年）
  - 4月8日 - 現在地の校舎第2期工事完工[20]。
  - 5月9日 - 現在地へ移転。同時に置県百年記念植樹[20]。
- 1984年（昭和59年）
  - 3月21日 - 現在地の校舎第3期工事完工[20]。
  - 3月26日 - 第一体育館完成[20]。
  - 6月8日 - 「富商会館」落成記念式典挙行[20]。
  - 12月3日 - 旧校舎の解体式を挙行[20]。同年12月27日より解体作業を開始。跡地は富山県のグラウンドと駐車場となった[21]。
- 1985年（昭和60年）
  - 3月7日 - 格技場完成[20]。
  - 3月25日 - 現在地の校舎第4期工事完工[20]。
- 1986年（昭和61年）
  - 6月 - 硬式野球場完成[22]。
  - 7月12日 - 第二体育館完成。これを以て現校舎の全工事が完工[22]。
- 1987年（昭和62年）9月22日 - 新校舎落成と創立90周年の記念式典が挙行される[22]。
- 1990年（平成2年）3月 - 弓道場完成[23]。
- 1991年（平成3年）3月 - トレーニングハウス完成[23]。
- 2003年（平成15年）- 文部科学省「学力向上フロンティアハイスクール事業」研究指定校となる。
- 2012年（平成24年）
  - 4月 - 文部科学省「英語力を強化する指導改善の取組」拠点校および、富山県「とやまの高校グローバル人材育成事業」研究拠点校に指定[24]。
- 2022年（令和4年）4月 - 流通経済科を流通ビジネス科、国際経済科をビジネスマネジメント科、会計科を会計ビジネス科、情報処理科を情報ビジネス科に学科改編。

## 教育
教育方針としては、検定取得に重点をおいた指導をしており、特に全国商業高等学校協会の試験においては取得資格数に応じて表彰制度をとっている。
2002年（平成14年）より生徒実習の一環として、「飛び出せ富商シリーズ」として様々な取り組みを実施している。
TOMI SHOP
2001年（平成13年）より毎年5月に模擬株式会社「TOMI SHOP」を発足し、生徒達が出資金を出し合い、地域企業などの協力のもと、学科単位で富山県ならびに富山商業高校にちなんだオリジナル商品開発をしたり、クラス単位で販売店の企画・販売戦略を練り、11月下旬の土曜・日曜の2日間にわたり、一般のお客様への販売実習を実施している。教員は生徒のサポートに徹し、運営は「本部」と呼ぼれる生徒達を中心として行われる。
生徒達は一般販売の前日に生徒販売を実施しており、富山商業高等学校における事実上の文化祭に当たる。
一般の株式会社と同様に、創立総会・株主総会が行われ、会計報告などの流れも学習出来るようになっている。
弟子入り体験学習
中央通り商店街や総曲輪通り商店街等の商店に「弟子入り」をし、経営者から商業に関することを直接学ぶというもの。

## 行事
- 4月 - 社会見学[注 3]
- 5月 - TOMI SHOP 創立総会
- 7月 - 体育大会結団式
- 9月 - 体育大会
- 11月 - TOMI SHOP
- 2月 - TOMI SHOP 株主総会
- 3月 -卒業証書授与式

## 部活動
富山商業高等学校では全員入部制をとっており、部活動は学業と並ぶ重要な活動として重視されている。

### 運動部
- 硬式野球

甲子園出場の常連であり、特に夏の甲子園の出場回数は17回と、高岡商業高校に次ぐ。春の選抜は県内最多の6回出場。
- 軟式野球

全国大会の常連。全国高等学校軟式野球選手権大会において、1993年に初優勝を果たした。また2007年に準優勝。
- 陸上競技

全国高校駅伝、インターハイの常連。
- バスケットボール

インターハイ、ウィンターカップの常連。
- 應援

応援部女子のチアリーディングチームは、チアリーディング日本選手権大会（ジャパンカップ）において、2006年に全国3位。また2005年全国4位、2009年、2011年全国6位、2004年全国8位。
- 弓道

1965年のインターハイで男子が優勝した。女子もインターハイや全国高等学校弓道選抜大会に出場経験がある。
- 水泳
- 相撲
- 硬式テニス
- ソフトテニス
- バドミントン
- ソフトボール
- バレーボール
- サッカー
- 体操競技
- 柔道
- 卓球

### 文化部
- 吹奏楽

⚪︎創部は戦前の1940年、全日本吹奏楽コンクールは1960年の第8回大会に初出場している古豪校である。
また全日本吹奏楽コンクールの出場回数は30回を超えており2021年現在で富山県及び北陸支部で最多、全国でも上位10校に入る。
⚪︎全日本マーチングコンテストは1988年の第1回大会で金賞を受賞している。
⚪︎海外での演奏機会もあり1999年にハンガリーでフラワー・カーニバルのパレード演奏部門で第1位、またアメリカ・オレゴン州でフラワー・カーニバルの州外100人以下の部で第3位を受賞している。
⚪︎毎年6月ごろに定期演奏会、12月にホットコンサートをオーバードホールにて開催される。
- 経理

現在県大会29連覇中。
- コンピュータ
- ワープロ
- 英語
- 商業美術
- プランニング
- 珠算
- 書道
- 広報
- 茶道

## 校歌・応援歌
- 「校歌」- 作詞：堀口大學、作曲：團伊玖磨
- 「秋（とき）は来（きた）れり」
- 「出陣の歌」
- 「勝利の歌」

## アクセス
- 富山地方鉄道富山軌道線 トヨタモビリティ富山 Gスクエア五福前（五福末広町）停留場 徒歩10分
- 富山地方鉄道（バス）「富山球場前」停留所、「五福末広町」停留所 徒歩10分

## 著名な出身者
- 源氏鶏太：作家
- 佐伯弘治:前学校法人国士館理事長
- 吉岡悟：野球
- 浅井樹：野球
- 山本栄二：野球
- 中澤雅人：野球
- 西村まさ彦：俳優[26]
- 内浦純一：俳優
- 森大衛：書道家
- 松田洋昌：ハイキングウォーキング
- 黒田祐：富山グラウジーズ元社長
- 大﨑紳矢：バスケットボール
- 山崎勇喜：競歩
- 福居紗希 : 陸上競技
- 朝乃山広暉：力士
- 桂米福：落語家
- 坂本欣弘：映画監督
- 能嶋宏弥：ボクシング